# De Shaw Motor Company
De Shaw Motor Company war ein US-amerikanischer Hersteller von Automobilen.

## Unternehmensgeschichte
Der Mechaniker Charles De Shaw entwickelte 1907 ein Fahrzeug und bot es als De Shaw an. Erst Ende 1908 wurde dazu ein Unternehmen in Brooklyn in New York City gegründet. P. H. Clark war Präsident, W. E. Vogt Vizepräsident, S. W. Bates Schatzmeister, E. W. Lester Sekretär und Charles de Shaw Ingenieur und Superintendent. Die Produktion lief 1909 aus.

## Fahrzeuge
Im Angebot standen auffallend leichte Fahrzeuge. Sie hatten Zweitaktmotoren. Der 12/14 HP hatte einen Dreizylindermotor, der nur 54 kg wog. Auf einen Ventilator wurde verzichtet. Der Runabout war offen und zweisitzig. Gegen Aufpreis war ein Notsitz erhältlich. Das Leergewicht des Zweisitzers war mit 363 kg angegeben. 1909 wurde dieses Modell dann doch mit einem Ventilator ausgestattet, obwohl der Ingenieur ihn für überflüssig hielt.
1909 ergänzten zwei Modelle mit Vierzylindermotor das Sortiment. Eines war der 14 HP. Sein Motor leistete 14 PS. Das Fahrzeug war ebenfalls als Runabout karosseriert. Der 28 HP war ein Tourenwagen und hatte einen Motor mit 28 PS Leistung.

## Modellübersicht
| Jahr      | Modell   | Zylinder | Leistung (PS) | Aufbau      |
| --------- | -------- | -------- | ------------- | ----------- |
| 1907–1908 | 12/14 HP | 3        | 12/14         | Runabout    |
| 1909      | 12/14 HP | 3        | 12/14         | Runabout    |
| 1909      | 14 HP    | 4        | 14            | Runabout    |
| 1909      | 28 HP    | 4        | 28            | Tourenwagen |